# Tokodi Üveggyári SC
Tokodi Üveggyári Sport Club.A csapat egy alkalommal szerepelt az NB I-ben még az 1940-41-es idényben.

## Névváltozások
- 1926–1951 Tokodi Üveggyári Sport Club
- 1951–? Tokodi Üveggyári Építők
- 1956–1992 Tokodi Üveggyári Munkás SE
- 1992–2008 Tokodi Üveggyári Sport Club

## Sikerek
NB I
- Résztvevő: 1940-41

NB II
- Bajnok: 1939-40

## Híres játékosok
* a félkövérrel írt játékosok rendelkeznek felnőtt válogatottsággal.
- Kocsis Géza
- Mészáros Ferenc